# Maximiliano Calzada
Maximiliano Matías Calzada Fuentes (Santa Lucía, Canelones, 21 de abril de 1990) es un futbolista uruguayo. Juega de centrocampista en el Institución Atlética Sud América de la Segunda categoría de fútbol en Uruguay.

## Trayectoria
Comenzó su carrera en el Bolso a los 12 años, jugando en la Asociación Uruguaya de Fútbol Infantil (AUFI).
Debutó el 31 de mayo de 2009 en un partido del Torneo Clausura contra el River Plate, entró de cambio en el segundo tiempo y a los 28 minutos tuvo que salir debido a un desgarro.

## Selección nacional
Fue convocado por Diego Aguirre para disputar el Campeonato Sudamericano Sub-20 de 2009 que se disputó en Venezuela. Uruguay terminó la competencia como tercer lugar y así se clasificó para el Mundial Sub-20 en Egipto.
Fue convocado nuevamente por Aguirre, ahora para jugar la Copa Mundial de Fútbol Sub-20 de 2009, en donde fueron eliminados en octavos de final por Brasil.
El 9 de julio de 2012 fue incluido por Óscar Washington Tabárez en la lista de jugadores que participaron del Torneo masculino de fútbol en las Olimpiadas de Londres 2012.

### Participaciones en Sudamericanos
| Copa                           | Sede      | Resultado    | PJ |
| ------------------------------ | --------- | ------------ | -- |
| Campeonato Sudamericano Sub-20 | Venezuela | Tercer lugar | 6  |

### Participaciones en Copas del Mundo
| Copa                          | Sede   | Resultado        | PJ |
| ----------------------------- | ------ | ---------------- | -- |
| Copa Mundial de Fútbol Sub-20 | Egipto | Octavos de final | 3  |

### Participaciones en los Juegos Olímpicos
| Copa                             | Sede        | Resultado      | PJ |
| -------------------------------- | ----------- | -------------- | -- |
| Juegos Olímpicos de Londres 2012 | Reino Unido | Fase de grupos | 2  |

## Clubes
| Club                             | País      | Año               | PJ  | Goles |
| -------------------------------- | --------- | ----------------- | --- | ----- |
| Nacional                         | Uruguay   | 2009-2015         | 128 | 1     |
| Banfield                         | Argentina | 2015-2016         | 16  | 1     |
| Defensa y Justicia               | Argentina | 2016              | 4   | 0     |
| Arsenal                          | Argentina | 2016 - 2018       | 12  | 0     |
| River Plate                      | Uruguay   | 2018 - 2020       | 84  | 2     |
| Club Sportivo Cerrito            | Uruguay   | 2021 - 2022       | 39  | 0     |
| Institución Atlética Sud América | Uruguay   | 2023 - Actualidad | 8   | 0     |

## Estadísticas
| Nacional · Uruguay                                                                         | 2008/09             | 1   | 0 | 0  | 0 | 1   | 0 |
| Nacional · Uruguay                                                                         | 2009/10             | 24  | 0 | 7  | 0 | 31  | 0 |
| Nacional · Uruguay                                                                         | 2010/11             | 6   | 0 | 4  | 0 | 10  | 0 |
| Nacional · Uruguay                                                                         | 2011/12             | 22  | 1 | 7  | 0 | 29  | 1 |
| Nacional · Uruguay                                                                         | 2012/13             | 15  | 0 | 3  | 0 | 18  | 0 |
| Nacional · Uruguay                                                                         | 2013/14             | 25  | 0 | 7  | 0 | 32  | 0 |
| Nacional · Uruguay                                                                         | 2014/15             | 10  | 0 | 0  | 0 | 10  | 0 |
| Nacional · Uruguay                                                                         | Total               | 103 | 1 | 28 | 0 | 131 | 1 |
| Total en su carrera                                                                        | Total en su carrera | 103 | 1 | 28 | 0 | 131 | 1 |
| (1)Incluidos los datos de la Copa Libertadores (2010-Act.), Copa Sudamericana (2011, 2012) |                     |     |   |    |   |     |   |

## Palmarés

### Campeonatos nacionales
| Título              | Club     | Sede       | Año     |
| ------------------- | -------- | ---------- | ------- |
| Campeonato Uruguayo | Nacional | Montevideo | 2008/09 |
| Torneo Apertura     | Nacional | Montevideo | 2009    |
| Torneo Clausura     | Nacional | Montevideo | 2011    |
| Campeonato Uruguayo | Nacional | Montevideo | 2010/11 |
| Torneo Apertura     | Nacional | Montevideo | 2011    |
| Campeonato Uruguayo | Nacional | Montevideo | 2011/12 |
| Torneo Apertura     | Nacional | Montevideo | 2014    |

### Torneos internacionales
| Torneo                    | Club     | Sede     | Año  |
| ------------------------- | -------- | -------- | ---- |
| Liguilla Pre-Sudamericana | Banfield | Banfield | 2015 |